# Руслан Абдуллаєв
Руслан Абдуллаєв (узб. Ruslan Abdullaev; 19 липня 2002) — узбецький боксер, чемпіон світу та Азії серед аматорів.
Абдуллаєв є етнічним казахом. 2020 року він звертався до представників Казахської федерації боксу щодо включення його до складу збірної Казахстану, однак отримав відмову, після чого розпочав виступи за збірну Узбекистану.

## Аматорська кар'єра
На чемпіонаті Азії 2022 здобув п'ять перемог, у тому числі над Лай Чу Ен (Тайбей) у півфіналі та Шива Тапа (Індія) у фіналі, і став чемпіоном.
На чемпіонаті світу 2023 став чемпіоном.
- В 1/32 фіналу переміг Мануеля Фебюса (Пукрто-Рико) — 5-0
- В 1/16 фіналу переміг Оєра Ібаррече (Іспанія) — ABD
- В 1/8 фіналу переміг Рішарно Коліна (Маврикій) — 5-0
- У чвертьфіналі переміг Лунеса Хамрауї (Франція) — 4-1
- У півфіналі переміг Оганеса Бачкова (Вірменія) — 5-0
- У фіналі переміг Баатарсухийн Чинзоріг (Монголія) — 5-0

На Азійських іграх 2022, що через пандемію коронавірусної хвороби пройшли 2023 року, програв у першому бою.
На Олімпійських іграх 2024 переміг Мігеля Анхель Мартінеса (Мексика) і програв Ваяту Сенфорду (Канада).